# Flugplatz Erbach

i7
i11
i13
Der Sonderlandeplatz Erbach (ICAO-Code: EDNE) auf der Gemarkung von Erbach liegt zwischen den Städten Ulm und Erbach in Baden-Württemberg direkt an der B 311.
Zugelassen sind Flugzeuge und Hubschrauber bis 2000 kg.
Am Flugplatz sind zwei Vereine ansässig: Der Luftsportverein Erbach und der Sportfliegerclub Ulm.